# Pipile
Pipile је род птица из породице Cracidae. 

## Врсте
- Црночели гуан
- Црвеногрли гуан
- Тринидадски гуан
- Плавогрли гуан